# FK Desna Tjernihiv
Futbolnij klub Desna är en fotbollsklubb i Tjernihiv i Ukraina som grundades 1960 som FK Avanthard och ombildades 1977. 

## Placering tidigare säsonger
| Säsong  | Nivå | Liga         | Placering | Referens | Notering                           |
| ------- | ---- | ------------ | --------- | -------- | ---------------------------------- |
| 2013/14 | 2    | Perša liha   | 5         | [ 1 ]    |                                    |
| 2014/15 | 2    | Perša liha   | 5         | [ 2 ]    |                                    |
| 2015/16 | 2    | Perša liha   | 8         | [ 3 ]    |                                    |
| 2016/17 | 2    | Perša liha   | 2         | [ 4 ]    |                                    |
| 2017/18 | 2    | Perša liha   | 3         | [ 5 ]    |                                    |
| 2018/19 | 1    | Premjer-liha | 8         | [ 6 ]    |                                    |
| 2019/20 | 1    | Premjer-liha | 4         | [ 7 ]    |                                    |
| 2020/21 | 1    | Premjer-liha | 6         | [ 8 ]    |                                    |
| 2021/22 | 1    | Premjer-liha | x         | [ 9 ]    | Rysslands invasion av Ukraina 2022 |
| 2022/23 | x    | x            | x         | [ 10 ]   | Upphängd                           |

## Kända spelare
- Andrei Jarmolenko